# 全日本ジュニアスキー選手権大会ノルディック競技
本項は全日本ジュニアスキー選手権大会ノルディック競技の歴代優勝者一覧である。

## JOCジュニアオリンピックカップ歴代授与者
| 通算回数 | 日付   | 種目                                   | クラス                                 | 氏名                                   | 所属                                   | 会場                    | 大会名称 |
| -------- | ------ | -------------------------------------- | -------------------------------------- | -------------------------------------- | -------------------------------------- | ----------------------- | --- |
| 第1回    | 1982年 | スペシャルジャンプ                     | A                                      | 桜井仁                                 | 余市西中学校                           | 長野県野沢温泉村        | 第1回全国ジュニアオリンピック競技大会                                                                                 |
| 第1回    | 1982年 | スペシャルジャンプ                     | B                                      | 中川朋治                               | 北照高校                               | 長野県野沢温泉村        | 第1回全国ジュニアオリンピック競技大会                                                                                 |
| 第1回    | 1982年 | スペシャルジャンプ                     | C                                      | 坂口昇平                               | 北海高校                               | 長野県野沢温泉村        | 第1回全国ジュニアオリンピック競技大会                                                                                 |
| 第2回    | 1983年 | スペシャルジャンプ                     | A                                      | 原田雅彦                               | 上川中学校                             | 長野県野沢温泉村        | 第2回全国ジュニアオリンピック競技大会                                                                                 |
| 第2回    | 1983年 | スペシャルジャンプ                     | B                                      | 横川朝治                               | 白馬高校                               | 長野県野沢温泉村        | 第2回全国ジュニアオリンピック競技大会                                                                                 |
| 第2回    | 1983年 | スペシャルジャンプ                     | C                                      | 大野拓也                               | 東海第四高校                           | 長野県野沢温泉村        | 第2回全国ジュニアオリンピック競技大会                                                                                 |
| 第3回    | 1983年 |                                        |                                        |                                        |                                        |                         | |
| 第4回    | 1985年 | スペシャルジャンプ                     | A                                      | 鶴巻信也                               | 東山中学校                             | 長野県小谷村            | 第4回ジュニアオリンピック競技大会                                                                                     |
| 第4回    | 1985年 | スペシャルジャンプ                     | B                                      | 原田雅彦                               | 東海第四高校                           | 長野県小谷村            | 第4回ジュニアオリンピック競技大会                                                                                     |
| 第4回    | 1985年 | スペシャルジャンプ                     | C                                      | 桜井仁                                 | 余市高校                               | 長野県小谷村            | 第4回ジュニアオリンピック競技大会                                                                                     |
| 第5回    | 1986年 | スペシャルジャンプ                     | A                                      | 太田裕二                               | 札内東中学校                           | 長野県小谷村            | 第5回ジュニアオリンピック競技大会                                                                                     |
| 第5回    | 1986年 | スペシャルジャンプ                     | B                                      | 河野有造                               | 北海高校                               | 長野県小谷村            | 第5回ジュニアオリンピック競技大会                                                                                     |
| 第5回    | 1986年 | スペシャルジャンプ                     | C                                      | 東昭広                                 | 余市高校                               | 長野県小谷村            | 第5回ジュニアオリンピック競技大会                                                                                     |
| 第6回    | 1987年 | スペシャルジャンプ                     | A                                      | 葛西紀明                               | 下川中学校                             | 北海道旭川市            | 第6回ジュニアオリンピック競技大会                                                                                     |
| 第6回    | 1987年 | スペシャルジャンプ                     | B                                      | 木戸幹雄                               | 東海第四高校                           | 北海道旭川市            | 第6回ジュニアオリンピック競技大会                                                                                     |
| 第6回    | 1987年 | スペシャルジャンプ                     | C                                      | 伊藤直人                               | 東海第四高校                           | 北海道旭川市            | 第6回ジュニアオリンピック競技大会                                                                                     |
| 第7回    | 1988年 | スペシャルジャンプ                     | A                                      | 斎藤幸勝                               | 田山中学校                             | 岩手県安代町            | 第7回ジュニアオリンピック・スキー競技大会                                                                             |
| 第7回    | 1988年 | スペシャルジャンプ                     | B                                      | 鶴巻信也                               | 余市高校                               | 岩手県安代町            | 第7回ジュニアオリンピック・スキー競技大会                                                                             |
| 第7回    | 1988年 | スペシャルジャンプ                     | C                                      | 葦本祐二                               | 余市高校                               | 岩手県安代町            | 第7回ジュニアオリンピック・スキー競技大会                                                                             |
| 第8回    | 1989年 | スペシャルジャンプ                     | A                                      | 杉山恵亮                               | 野沢温泉中学校                         | 長野県野沢温泉村        | 第8回ジュニアオリンピック・スキー競技大会                                                                             |
| 第8回    | 1989年 | スペシャルジャンプ                     | B                                      | 吹田幸隆                               | 札幌日大高校                           | 長野県野沢温泉村        | 第8回ジュニアオリンピック・スキー競技大会                                                                             |
| 第8回    | 1989年 | スペシャルジャンプ                     | C                                      | 鶴巻信也                               | 余市高校                               | 長野県野沢温泉村        | 第8回ジュニアオリンピック・スキー競技大会                                                                             |
| 第9回    | 1990年 |                                        |                                        |                                        |                                        |                         | |
| 第10回   | 1991年 | スペシャルジャンプ                     | 高校                                   | 笠間法考                               | 札幌日大高校                           | 新潟県塩沢町            | 第10回全国ジュニアオリンピック競技大会 兼 ‘91第2回全日本ジュニアスキー選手権大会                                      |
| 第10回   | 1991年 | スペシャルジャンプ                     | 中学                                   | 佐藤昌幸                               | 余市西中学校                           | 新潟県塩沢町            | 第10回全国ジュニアオリンピック競技大会 兼 ‘91第2回全日本ジュニアスキー選手権大会                                      |
| 第11回   | 1992年 |                                        |                                        |                                        |                                        |                         | |
| 第12回   | 1993年 | スペシャルジャンプ                     | 男子                                   | 杉山恵亮                               | 飯山北高校                             | 新潟県塩沢町、 十日町市 | 平成4年度JOCジュニアオリンピックカップ第12回全国スキー競技会 兼 ‘93ジュニアスキー選手権大会                           |
| 第12回   | 1993年 | ノルディックコンバインド               | 男子                                   | 大竹太志                               | 堀之内高校                             | 新潟県塩沢町、 十日町市 | 平成4年度JOCジュニアオリンピックカップ第12回全国スキー競技会 兼 ‘93ジュニアスキー選手権大会                           |
| 第13回   | 1994年 | スペシャルジャンプ                     | 男子                                   | 斉藤博幸                               | 東奥義塾高校                           | 岩手県安代町            | 平成5年度JOCジュニアオリンピックカップ第13回全国スキー競技会 兼 ‘94ジュニアスキー選手権大会                           |
| 第13回   | 1994年 | ノルディックコンバインド               | 男子                                   | 中村幸志                               | 白馬高校                               | 岩手県安代町            | 平成5年度JOCジュニアオリンピックカップ第13回全国スキー競技会 兼 ‘94ジュニアスキー選手権大会                           |
| 第14回   | 1995年 | クロスカントリー                       | 男子                                   | 駒村俊介                               | 妙高中学校                             | 岩手県安代町            | 平成6年度JOCカップ第14回ジュニアオリンピックスキー競技会 兼 ‘95全日本ジュニアスキー選手権大会                         |
| 第14回   | 1995年 | スペシャルジャンプ                     | 男子                                   | 鶴田高之                               | 余市高校                               | 岩手県安代町            | 平成6年度JOCカップ第14回ジュニアオリンピックスキー競技会 兼 ‘95全日本ジュニアスキー選手権大会                         |
| 第14回   | 1995年 | ノルディックコンバインド               | 男子                                   | 高橋進                                 | 盛岡中央高校                           | 岩手県安代町            | 平成6年度JOCカップ第14回ジュニアオリンピックスキー競技会 兼 ‘95全日本ジュニアスキー選手権大会                         |
| 第15回   | 1996年 | クロスカントリー                       | 男子                                   | 蝦沢大輔                               | 東奥義塾高校                           | 岩手県安代町            | 平成7年度JOCジュニアカップ第15回ジュニアオリンピックスキー競技会 兼 ‘96全日本ジュニアスキー選手権大会                 |
| 第15回   | 1996年 | クロスカントリー                       | 女子                                   | 夏見円                                 | 旭川大学高校                           | 岩手県安代町            | 平成7年度JOCジュニアカップ第15回ジュニアオリンピックスキー競技会 兼 ‘96全日本ジュニアスキー選手権大会                 |
| 第15回   | 1996年 | スペシャルジャンプ                     | 男子                                   | 鶴田高之                               | 余市高校                               | 岩手県安代町            | 平成7年度JOCジュニアカップ第15回ジュニアオリンピックスキー競技会 兼 ‘96全日本ジュニアスキー選手権大会                 |
| 第15回   | 1996年 | ノルディックコンバインド               | 男子                                   | 北村隆                                 | 新井高校                               | 岩手県安代町            | 平成7年度JOCジュニアカップ第15回ジュニアオリンピックスキー競技会 兼 ‘96全日本ジュニアスキー選手権大会                 |
| 第16回   | 1997年 | クロスカントリー                       | 男子                                   | 駒村俊介                               | 飯山南高校                             | 長野県飯山市            | 平成8年度JOCジュニアカップ第16回ジュニアオリンピックスキー競技会 兼 ‘97全日本ジュニアスキー選手権大会                 |
| 第16回   | 1997年 | クロスカントリー                       | 女子                                   | 夏見円                                 | 旭川大学高校                           | 長野県飯山市            | 平成8年度JOCジュニアカップ第16回ジュニアオリンピックスキー競技会 兼 ‘97全日本ジュニアスキー選手権大会                 |
| 第16回   | 1997年 | スペシャルジャンプ                     | 男子                                   | 重松健太郎                             | 札幌日大高校                           | 長野県飯山市            | 平成8年度JOCジュニアカップ第16回ジュニアオリンピックスキー競技会 兼 ‘97全日本ジュニアスキー選手権大会                 |
| 第16回   | 1997年 | ノルディックコンバインド               | 男子                                   | 正木栄二                               | 下高井農林高校                         | 長野県飯山市            | 平成8年度JOCジュニアカップ第16回ジュニアオリンピックスキー競技会 兼 ‘97全日本ジュニアスキー選手権大会                 |
| 第17回   | 1998年 | クロスカントリー                       | 男子                                   | 溝渕勇司                               | 旭川大学高校                           | 長野県飯山市            | 平成9年度JOCジュニアオリンピックカップ第17回全国スキージュニア競技会 兼 ‘98全日本ジュニアスキー選手権大会             |
| 第17回   | 1998年 | クロスカントリー                       | 女子                                   | 石田正子                               | 旭川大学高校                           | 長野県飯山市            | 平成9年度JOCジュニアオリンピックカップ第17回全国スキージュニア競技会 兼 ‘98全日本ジュニアスキー選手権大会             |
| 第17回   | 1998年 | スペシャルジャンプ                     | 男子                                   | 宮沢岳二                               | 白馬高校                               | 長野県飯山市            | 平成9年度JOCジュニアオリンピックカップ第17回全国スキージュニア競技会 兼 ‘98全日本ジュニアスキー選手権大会             |
| 第17回   | 1998年 | ノルディックコンバインド               | 男子                                   | 正木栄二                               | 下高井農林高校                         | 長野県飯山市            | 平成9年度JOCジュニアオリンピックカップ第17回全国スキージュニア競技会 兼 ‘98全日本ジュニアスキー選手権大会             |
| 第18回   | 1999年 | クロスカントリー                       | 男子                                   | 中村順一                               | 中野実業高校                           | 長野県飯山市            | 平成10年度JOCジュニアオリンピックカップ第18回全国スキージュニア競技会 兼 ‘99全日本ジュニアスキー選手権大会            |
| 第18回   | 1999年 | クロスカントリー                       | 女子                                   | 石田正子                               | 旭川大学高校                           | 長野県飯山市            | 平成10年度JOCジュニアオリンピックカップ第18回全国スキージュニア競技会 兼 ‘99全日本ジュニアスキー選手権大会            |
| 第18回   | 1999年 | スペシャルジャンプ                     | 男子                                   | 西下和記                               | 北照高校                               | 長野県飯山市            | 平成10年度JOCジュニアオリンピックカップ第18回全国スキージュニア競技会 兼 ‘99全日本ジュニアスキー選手権大会            |
| 第18回   | 1999年 | ノルディックコンバインド               | 男子                                   | 岡田良                                 | 飯山北高校                             | 長野県飯山市            | 平成10年度JOCジュニアオリンピックカップ第18回全国スキージュニア競技会 兼 ‘99全日本ジュニアスキー選手権大会            |
| 第19回   | 2000年 | クロスカントリー                       | 男子                                   | 野上幸寿                               | 十日町高校                             | 秋田県鹿角市            | 平成11年度JOCジュニアオリンピックカップ第19回全国スキージュニア競技会 兼 2000全日本ジュニアスキー選手権大会           |
| 第19回   | 2000年 | クロスカントリー                       | 女子                                   | 富沢幸絵                               | 八海高校                               | 秋田県鹿角市            | 平成11年度JOCジュニアオリンピックカップ第19回全国スキージュニア競技会 兼 2000全日本ジュニアスキー選手権大会           |
| 第19回   | 2000年 | スペシャルジャンプ                     | 男子                                   | 伊東大貴                               | 下川中学校                             | 秋田県鹿角市            | 平成11年度JOCジュニアオリンピックカップ第19回全国スキージュニア競技会 兼 2000全日本ジュニアスキー選手権大会           |
| 第19回   | 2000年 | ノルディックコンバインド               | 男子                                   | 松橋基志                               | 花輪高校                               | 秋田県鹿角市            | 平成11年度JOCジュニアオリンピックカップ第19回全国スキージュニア競技会 兼 2000全日本ジュニアスキー選手権大会           |
| 第20回   | 2001年 | クロスカントリー                       | 男子                                   | 野上幸寿                               | 十日町高校                             | 秋田県鹿角市            | 平成12年度JOCジュニアオリンピックカップ第20回全国スキージュニア競技会 兼2001全日本ジュニアスキー選手権大会            |
| 第20回   | 2001年 | クロスカントリー                       | 女子                                   | 石垣寿美子                             | 十和田高校                             | 秋田県鹿角市            | 平成12年度JOCジュニアオリンピックカップ第20回全国スキージュニア競技会 兼2001全日本ジュニアスキー選手権大会            |
| 第20回   | 2001年 | スペシャルジャンプ                     | 男子                                   | 細山周作                               | 余市高校                               | 秋田県鹿角市            | 平成12年度JOCジュニアオリンピックカップ第20回全国スキージュニア競技会 兼2001全日本ジュニアスキー選手権大会            |
| 第20回   | 2001年 | ノルディックコンバインド               | 男子                                   | 永井秀昭                               | 盛岡南高校                             | 秋田県鹿角市            | 平成12年度JOCジュニアオリンピックカップ第20回全国スキージュニア競技会 兼2001全日本ジュニアスキー選手権大会            |
| 第21回   | 2002年 | クロスカントリー                       | 男子                                   | 松村昌一                               | 下高井農林高校                         | 秋田県鹿角市            | 平成13年度JOCジュニアオリンピックカップ第21回全国スキージュニア競技会 兼2002全日本ジュニアスキー選手権大会            |
| 第21回   | 2002年 | クロスカントリー                       | 女子                                   | 石垣寿美子                             | 十和田高校                             | 秋田県鹿角市            | 平成13年度JOCジュニアオリンピックカップ第21回全国スキージュニア競技会 兼2002全日本ジュニアスキー選手権大会            |
| 第21回   | 2002年 | スペシャルジャンプ                     | 男子                                   | 池田峻二                               | 下高井農林高校                         | 秋田県鹿角市            | 平成13年度JOCジュニアオリンピックカップ第21回全国スキージュニア競技会 兼2002全日本ジュニアスキー選手権大会            |
| 第21回   | 2002年 | ノルディックコンバインド               | 男子                                   | 永井秀昭                               | 盛岡南高校                             | 秋田県鹿角市            | 平成13年度JOCジュニアオリンピックカップ第21回全国スキージュニア競技会 兼2002全日本ジュニアスキー選手権大会            |
| 第22回   | 2003年 | クロスカントリー                       | 男子                                   | 藤田善也                               | 旭川大学高校                           | 秋田県鹿角市            | 平成14年度JOCジュニアオリンピックカップ第22回全国スキージュニア競技会 兼2003全日本ジュニアスキー選手権大会            |
| 第22回   | 2003年 | クロスカントリー                       | 女子                                   | 石垣寿美子                             | 十和田高校                             | 秋田県鹿角市            | 平成14年度JOCジュニアオリンピックカップ第22回全国スキージュニア競技会 兼2003全日本ジュニアスキー選手権大会            |
| 第22回   | 2003年 | スペシャルジャンプ                     | 男子                                   | 伊東大貴                               | 下川商業高校                           | 秋田県鹿角市            | 平成14年度JOCジュニアオリンピックカップ第22回全国スキージュニア競技会 兼2003全日本ジュニアスキー選手権大会            |
| 第22回   | 2003年 | ノルディックコンバインド               | 男子                                   | 湊祐介                                 | 鷹巣農林高校                           | 秋田県鹿角市            | 平成14年度JOCジュニアオリンピックカップ第22回全国スキージュニア競技会 兼2003全日本ジュニアスキー選手権大会            |
| 第23回   | 2004年 | クロスカントリー                       | 男子                                   | 吉田圭伸                               | おといねっぷ美術工芸高校               | 秋田県鹿角市            | 平成15年度JOCジュニアオリンピックカップ2004全日本ジュニアスキー選手権大会                                             |
| 第23回   | 2004年 | クロスカントリー                       | 女子                                   | 丸山智恵                               | 十日町総合高校                         | 秋田県鹿角市            | 平成15年度JOCジュニアオリンピックカップ2004全日本ジュニアスキー選手権大会                                             |
| 第23回   | 2004年 | スペシャルジャンプ                     | 男子                                   | 田中翔大                               | 北照高校                               | 秋田県鹿角市            | 平成15年度JOCジュニアオリンピックカップ2004全日本ジュニアスキー選手権大会                                             |
| 第23回   | 2004年 | ノルディックコンバインド               | 男子                                   | 久保貴寛                               | 下川商業高校                           | 秋田県鹿角市            | 平成15年度JOCジュニアオリンピックカップ2004全日本ジュニアスキー選手権大会                                             |
| 第24回   | 2005年 | クロスカントリー                       | 男子                                   | 小山高志                               | 鷹巣農林高校                           | 新潟県妙高高原町        | 平成16年度JOCジュニアオリンピックカップ2005全日本ジュニアスキー選手権大会                                             |
| 第24回   | 2005年 | クロスカントリー                       | 女子                                   | 矢口小百合                             | 北村山高校                             | 新潟県妙高高原町        | 平成16年度JOCジュニアオリンピックカップ2005全日本ジュニアスキー選手権大会                                             |
| 第24回   | 2005年 | スペシャルジャンプ                     | 男子                                   | 田中翔大                               | 北照高校                               | 新潟県妙高高原町        | 平成16年度JOCジュニアオリンピックカップ2005全日本ジュニアスキー選手権大会                                             |
| 第24回   | 2005年 | ノルディックコンバインド               | 男子                                   | 伊藤諒平                               | 妙高中学校                             | 新潟県妙高高原町        | 平成16年度JOCジュニアオリンピックカップ2005全日本ジュニアスキー選手権大会                                             |
| 第25回   | 2006年 | クロスカントリー                       | 男子                                   | 鉢蝋孝輔                               | 南砺総合平高校                         | 新潟県妙高市            | 平成17年度JOCジュニアオリンピックカップ2006全日本ジュニアスキー選手権大会                                             |
| 第25回   | 2006年 | クロスカントリー                       | 女子                                   | 安部梨沙                               | 津南高校                               | 新潟県妙高市            | 平成17年度JOCジュニアオリンピックカップ2006全日本ジュニアスキー選手権大会                                             |
| 第25回   | 2006年 | スペシャルジャンプ                     | 男子                                   | 伊藤謙司郎                             | 下川商業高校                           | 新潟県妙高市            | 平成17年度JOCジュニアオリンピックカップ2006全日本ジュニアスキー選手権大会                                             |
| 第25回   | 2006年 | ノルディックコンバインド               | 男子                                   | 加藤大                                 | 下川商業高校                           | 新潟県妙高市            | 平成17年度JOCジュニアオリンピックカップ2006全日本ジュニアスキー選手権大会                                             |
| 第26回   | 2007年 | クロスカントリー                       | 男子                                   | 立埼幹人                               | 野辺地高校                             | 新潟県妙高市            | 平成18年度JOCジュニアオリンピックカップ2007全日本ジュニアスキー選手権大会 兼 妙高市誕生記念全日本中学生選抜スキー大会 |
| 第26回   | 2007年 | クロスカントリー                       | 女子                                   | 安部梨沙                               | 津南高校                               | 新潟県妙高市            | 平成18年度JOCジュニアオリンピックカップ2007全日本ジュニアスキー選手権大会 兼 妙高市誕生記念全日本中学生選抜スキー大会 |
| 第26回   | 2007年 | スペシャルジャンプ                     | 男子                                   | 清水亜久里                             | 妙高高原中学校                         | 新潟県妙高市            | 平成18年度JOCジュニアオリンピックカップ2007全日本ジュニアスキー選手権大会 兼 妙高市誕生記念全日本中学生選抜スキー大会 |
| 第26回   | 2007年 | ノルディックコンバインド               | 男子                                   | 北村耕平                               | 白馬高校                               | 新潟県妙高市            | 平成18年度JOCジュニアオリンピックカップ2007全日本ジュニアスキー選手権大会 兼 妙高市誕生記念全日本中学生選抜スキー大会 |
| 第27回   | 2008年 | クロスカントリー                       | 男子                                   | 桜井毅                                 | 小出高校                               | 新潟県妙高市            | 平成19年度JOCジュニアオリンピックカップ2008全日本ジュニアスキー選手権大会 兼 全日本中学生選抜スキー大会               |
| 第27回   | 2008年 | クロスカントリー                       | 女子                                   | 本山育美                               | 小出高校                               | 新潟県妙高市            | 平成19年度JOCジュニアオリンピックカップ2008全日本ジュニアスキー選手権大会 兼 全日本中学生選抜スキー大会               |
| 第27回   | 2008年 | スペシャルジャンプ                     | 男子                                   | 天候不良により中止                     | 天候不良により中止                     | 新潟県妙高市            | 平成19年度JOCジュニアオリンピックカップ2008全日本ジュニアスキー選手権大会 兼 全日本中学生選抜スキー大会               |
| 第27回   | 2008年 | ノルディックコンバインド               | 男子                                   | 小林潤志郎                             | 盛岡中央高校                           | 新潟県妙高市            | 平成19年度JOCジュニアオリンピックカップ2008全日本ジュニアスキー選手権大会 兼 全日本中学生選抜スキー大会               |
| 第28回   | 2009年 | クロスカントリー                       | 男子                                   | 近藤大仁                               | 鷹巣農林高校                           | 新潟県妙高市            | 平成20年度JOCジュニアオリンピックカップ2009全日本ジュニアスキー選手権大会 兼 全日本中学生選抜スキー大会               |
| 第28回   | 2009年 | クロスカントリー                       | 女子                                   | 柏原理子                               | 飯山南高校                             | 新潟県妙高市            | 平成20年度JOCジュニアオリンピックカップ2009全日本ジュニアスキー選手権大会 兼 全日本中学生選抜スキー大会               |
| 第28回   | 2009年 | スペシャルジャンプ                     | 男子                                   | 佐々木啓夫                             | 下川商業高校                           | 新潟県妙高市            | 平成20年度JOCジュニアオリンピックカップ2009全日本ジュニアスキー選手権大会 兼 全日本中学生選抜スキー大会               |
| 第28回   | 2009年 | ノルディックコンバインド               | 男子                                   | 富井皓大                               | 飯山南高校                             | 新潟県妙高市            | 平成20年度JOCジュニアオリンピックカップ2009全日本ジュニアスキー選手権大会 兼 全日本中学生選抜スキー大会               |
| 第29回   | 2010年 | クロスカントリー                       | 男子                                   | 宮沢大志                               | 十日町高校                             | 新潟県妙高市            | 平成21年度JOCジュニアオリンピックカップ2010全日本ジュニアスキー選手権大会 兼 全日本中学生選抜スキー大会               |
| 第29回   | 2010年 | クロスカントリー                       | 女子                                   | 高堰美里                               | 米内沢高校                             | 新潟県妙高市            | 平成21年度JOCジュニアオリンピックカップ2010全日本ジュニアスキー選手権大会 兼 全日本中学生選抜スキー大会               |
| 第29回   | 2010年 | スペシャルジャンプ                     | 男子                                   | 清水礼留飛                             | 新井高校                               | 新潟県妙高市            | 平成21年度JOCジュニアオリンピックカップ2010全日本ジュニアスキー選手権大会 兼 全日本中学生選抜スキー大会               |
| 第29回   | 2010年 | スペシャルジャンプ                     | 女子                                   | 岩渕香里                               | 飯山高校                               | 新潟県妙高市            | 平成21年度JOCジュニアオリンピックカップ2010全日本ジュニアスキー選手権大会 兼 全日本中学生選抜スキー大会               |
| 第29回   | 2010年 | ノルディックコンバインド               | 男子                                   | 渡部善斗                               | 白馬高校                               | 新潟県妙高市            | 平成21年度JOCジュニアオリンピックカップ2010全日本ジュニアスキー選手権大会 兼 全日本中学生選抜スキー大会               |
| 第30回   | 2011年 | クロスカントリー                       | 男子                                   | 石川謙太郎                             | 旭川大学高校                           | 新潟県妙高市            | 平成22年度JOCジュニアオリンピックカップ2011全日本ジュニアスキー選手権大会 兼 全日本中学生選抜スキー大会               |
| 第30回   | 2011年 | クロスカントリー                       | 女子                                   | 竹田千夏                               | 新井高校                               | 新潟県妙高市            | 平成22年度JOCジュニアオリンピックカップ2011全日本ジュニアスキー選手権大会 兼 全日本中学生選抜スキー大会               |
| 第30回   | 2011年 | スペシャルジャンプ                     | 男子                                   | 佐藤幸椰                               | 花川北中学校                           | 新潟県妙高市            | 平成22年度JOCジュニアオリンピックカップ2011全日本ジュニアスキー選手権大会 兼 全日本中学生選抜スキー大会               |
| 第30回   | 2011年 | スペシャルジャンプ                     | 女子                                   | 岩渕香里                               | 飯山高校                               | 新潟県妙高市            | 平成22年度JOCジュニアオリンピックカップ2011全日本ジュニアスキー選手権大会 兼 全日本中学生選抜スキー大会               |
| 第30回   | 2011年 | ノルディックコンバインド               | 男子                                   | 加賀巧哉                               | 鷹巣農林高校                           | 新潟県妙高市            | 平成22年度JOCジュニアオリンピックカップ2011全日本ジュニアスキー選手権大会 兼 全日本中学生選抜スキー大会               |
| 第31回   | 2012年 | クロスカントリー                       | 男子                                   | 石川潤                                 | 旭川大学高校                           | 新潟県妙高市            | 平成23年度JOCジュニアオリンピックカップ2012全日本ジュニアスキー選手権大会 兼 全日本中学生選抜スキー大会               |
| 第31回   | 2012年 | クロスカントリー                       | 女子                                   | 大平麻生                               | 十日町高校                             | 新潟県妙高市            | 平成23年度JOCジュニアオリンピックカップ2012全日本ジュニアスキー選手権大会 兼 全日本中学生選抜スキー大会               |
| 第31回   | 2012年 | スペシャルジャンプ                     | 男子                                   | 清水礼留飛                             | 新井高校                               | 新潟県妙高市            | 平成23年度JOCジュニアオリンピックカップ2012全日本ジュニアスキー選手権大会 兼 全日本中学生選抜スキー大会               |
| 第31回   | 2012年 | スペシャルジャンプ                     | 女子                                   | 山田優梨菜                             | 小谷中学校                             | 新潟県妙高市            | 平成23年度JOCジュニアオリンピックカップ2012全日本ジュニアスキー選手権大会 兼 全日本中学生選抜スキー大会               |
| 第31回   | 2012年 | ノルディックコンバインド               | 男子                                   | 清水礼留飛                             | 新井高校                               | 新潟県妙高市            | 平成23年度JOCジュニアオリンピックカップ2012全日本ジュニアスキー選手権大会 兼 全日本中学生選抜スキー大会               |
| 第32回   | 2013年 | クロスカントリー                       | 男子                                   | 佐藤太一                               | 秋田北鷹高校                           | 新潟県妙高市            | 平成24年度JOCジュニアオリンピックカップ2013全日本ジュニアスキー選手権大会 兼 全日本中学生選抜スキー大会               |
| 第32回   | 2013年 | クロスカントリー                       | 女子                                   | 大平麻生                               | 十日町高校                             | 新潟県妙高市            | 平成24年度JOCジュニアオリンピックカップ2013全日本ジュニアスキー選手権大会 兼 全日本中学生選抜スキー大会               |
| 第32回   | 2013年 | スペシャルジャンプ                     | 男子                                   | 堀米翔大                               | 飯山高校                               | 新潟県妙高市            | 平成24年度JOCジュニアオリンピックカップ2013全日本ジュニアスキー選手権大会 兼 全日本中学生選抜スキー大会               |
| 第32回   | 2013年 | スペシャルジャンプ                     | 女子                                   | 岩佐明香                               | 札幌日大高校                           | 新潟県妙高市            | 平成24年度JOCジュニアオリンピックカップ2013全日本ジュニアスキー選手権大会 兼 全日本中学生選抜スキー大会               |
| 第32回   | 2013年 | ノルディックコンバインド               | 男子                                   | 堀米翔大                               | 飯山高校                               | 新潟県妙高市            | 平成24年度JOCジュニアオリンピックカップ2013全日本ジュニアスキー選手権大会 兼 全日本中学生選抜スキー大会               |
| 第33回   | 2014年 | クロスカントリー                       | 男子                                   | 馬場直人                               | 中野立志館高校                         | 新潟県妙高市            | 平成25年度JOCジュニアオリンピックカップ2014全日本ジュニアスキー選手権大会 兼 全日本中学生選抜スキー大会               |
| 第33回   | 2014年 | クロスカントリー                       | 女子                                   | 松舘香奈                               | 野辺地高校                             | 新潟県妙高市            | 平成25年度JOCジュニアオリンピックカップ2014全日本ジュニアスキー選手権大会 兼 全日本中学生選抜スキー大会               |
| 第33回   | 2014年 | スペシャルジャンプ                     | 男子                                   | 天候不良により中止                     | 天候不良により中止                     | 新潟県妙高市            | 平成25年度JOCジュニアオリンピックカップ2014全日本ジュニアスキー選手権大会 兼 全日本中学生選抜スキー大会               |
| 第33回   | 2014年 | スペシャルジャンプ                     | 女子                                   | 天候不良により中止                     | 天候不良により中止                     | 新潟県妙高市            | 平成25年度JOCジュニアオリンピックカップ2014全日本ジュニアスキー選手権大会 兼 全日本中学生選抜スキー大会               |
| 第33回   | 2014年 | ノルディックコンバインド               | 男子                                   | 傳田英郁                               | 飯山高校                               | 新潟県妙高市            | 平成25年度JOCジュニアオリンピックカップ2014全日本ジュニアスキー選手権大会 兼 全日本中学生選抜スキー大会               |
| 第34回   | 2015年 | クロスカントリー                       | 男子                                   | 馬場直人                               | 中野立志館高校                         | 新潟県妙高市            | 平成26年度JOCジュニアオリンピックカップ2015全日本ジュニアスキー選手権大会 兼 全日本中学生選抜スキー大会               |
| 第34回   | 2015年 | クロスカントリー                       | 女子                                   | 宮崎日香里                             | 中野立志館高校                         | 新潟県妙高市            | 平成26年度JOCジュニアオリンピックカップ2015全日本ジュニアスキー選手権大会 兼 全日本中学生選抜スキー大会               |
| 第34回   | 2015年 | スペシャルジャンプ                     | 男子                                   | 伊藤将充                               | 下川商業高校                           | 新潟県妙高市            | 平成26年度JOCジュニアオリンピックカップ2015全日本ジュニアスキー選手権大会 兼 全日本中学生選抜スキー大会               |
| 第34回   | 2015年 | スペシャルジャンプ                     | 女子                                   | 山田優梨菜                             | 白馬高校                               | 新潟県妙高市            | 平成26年度JOCジュニアオリンピックカップ2015全日本ジュニアスキー選手権大会 兼 全日本中学生選抜スキー大会               |
| 第34回   | 2015年 | ノルディックコンバインド               | 男子                                   | 木村吉大                               | 花輪高校                               | 新潟県妙高市            | 平成26年度JOCジュニアオリンピックカップ2015全日本ジュニアスキー選手権大会 兼 全日本中学生選抜スキー大会               |
| 第35回   | 2016年 | クロスカントリー                       | 男子                                   |                                        |                                        | 新潟県妙高市            | JOCジュニアオリンピックカップ2016全日本ジュニアスキー選手権大会 兼 全日本中学生選抜スキー大会（ノルディック種目）     |
| 第35回   | 2016年 | クロスカントリー                       | 女子                                   |                                        |                                        | 新潟県妙高市            | JOCジュニアオリンピックカップ2016全日本ジュニアスキー選手権大会 兼 全日本中学生選抜スキー大会（ノルディック種目）     |
| 第35回   | 2016年 | スペシャルジャンプ                     | 男子                                   | 伊藤将充                               | 下川商業高校                           | 新潟県妙高市            | JOCジュニアオリンピックカップ2016全日本ジュニアスキー選手権大会 兼 全日本中学生選抜スキー大会（ノルディック種目）     |
| 第35回   | 2016年 | スペシャルジャンプ                     | 女子                                   | 渡邉陽                                 | 札幌日大高校                           | 新潟県妙高市            | JOCジュニアオリンピックカップ2016全日本ジュニアスキー選手権大会 兼 全日本中学生選抜スキー大会（ノルディック種目）     |
| 第35回   | 2016年 | ノルディックコンバインド               | 男子                                   | 傳田英郁                               | 飯山高校                               | 新潟県妙高市            | JOCジュニアオリンピックカップ2016全日本ジュニアスキー選手権大会 兼 全日本中学生選抜スキー大会（ノルディック種目）     |
| 第36回   | 2017年 | クロスカントリー                       | 男子                                   |                                        |                                        | 北海道名寄市            | JOCジュニアオリンピックカップ2017全日本ジュニアスキー選手権大会 兼 全日本中学生選抜スキー大会（ノルディック種目）     |
| 第36回   | 2017年 | クロスカントリー                       | 女子                                   |                                        |                                        | 北海道名寄市            | JOCジュニアオリンピックカップ2017全日本ジュニアスキー選手権大会 兼 全日本中学生選抜スキー大会（ノルディック種目）     |
| 第36回   | 2017年 | スペシャルジャンプ                     | 男子                                   | 岩佐勇研                               | 札幌日大高校                           | 北海道名寄市            | JOCジュニアオリンピックカップ2017全日本ジュニアスキー選手権大会 兼 全日本中学生選抜スキー大会（ノルディック種目）     |
| 第36回   | 2017年 | スペシャルジャンプ                     | 女子                                   | 鴨田鮎華                               | 下川商業高校                           | 北海道名寄市            | JOCジュニアオリンピックカップ2017全日本ジュニアスキー選手権大会 兼 全日本中学生選抜スキー大会（ノルディック種目）     |
| 第36回   | 2017年 | ノルディックコンバインド               | 男子                                   | 木村幸大                               | 花輪第二中学校                         | 北海道名寄市            | JOCジュニアオリンピックカップ2017全日本ジュニアスキー選手権大会 兼 全日本中学生選抜スキー大会（ノルディック種目）     |
| 第36回   | 2017年 | ノルディックコンバインド               | 女子                                   | 宮崎彩音                               | 野沢温泉中学校                         | 北海道名寄市            | JOCジュニアオリンピックカップ2017全日本ジュニアスキー選手権大会 兼 全日本中学生選抜スキー大会（ノルディック種目）     |
| 第37回   | 2018年 | クロスカントリー                       | 男子                                   |                                        |                                        | 北海道名寄市            | JOCジュニアオリンピックカップ2018全日本ジュニアスキー選手権大会 兼 全日本中学生選抜スキー大会（ノルディック種目）     |
| 第37回   | 2018年 | クロスカントリー                       | 女子                                   |                                        |                                        | 北海道名寄市            | JOCジュニアオリンピックカップ2018全日本ジュニアスキー選手権大会 兼 全日本中学生選抜スキー大会（ノルディック種目）     |
| 第37回   | 2018年 | スペシャルジャンプ                     | 男子                                   | 岩佐勇研                               | 札幌日大高校                           | 北海道名寄市            | JOCジュニアオリンピックカップ2018全日本ジュニアスキー選手権大会 兼 全日本中学生選抜スキー大会（ノルディック種目）     |
| 第37回   | 2018年 | スペシャルジャンプ                     | 女子                                   | 大井栞                                 | 札幌日大高校                           | 北海道名寄市            | JOCジュニアオリンピックカップ2018全日本ジュニアスキー選手権大会 兼 全日本中学生選抜スキー大会（ノルディック種目）     |
| 第37回   | 2018年 | ノルディックコンバインド               | 男子                                   | 木村幸大                               | 花輪高校                               | 北海道名寄市            | JOCジュニアオリンピックカップ2018全日本ジュニアスキー選手権大会 兼 全日本中学生選抜スキー大会（ノルディック種目）     |
| 第37回   | 2018年 | ノルディックコンバインド               | 女子                                   | 宮崎彩音                               | 野沢温泉中学校                         | 北海道名寄市            | JOCジュニアオリンピックカップ2018全日本ジュニアスキー選手権大会 兼 全日本中学生選抜スキー大会（ノルディック種目）     |
| 第38回   | 2019年 | クロスカントリー                       | 男子                                   |                                        |                                        | 北海道名寄市            | JOCジュニアオリンピックカップ2019全日本ジュニアスキー選手権大会 兼全日本小・中学生選抜スキー大会（ノルディック種目）  |
| 第38回   | 2019年 | クロスカントリー                       | 女子                                   |                                        |                                        | 北海道名寄市            | JOCジュニアオリンピックカップ2019全日本ジュニアスキー選手権大会 兼全日本小・中学生選抜スキー大会（ノルディック種目）  |
| 第38回   | 2019年 | スペシャルジャンプ                     | 男子                                   | 藤田慎之介                             | 東海大札幌高校                         | 北海道名寄市            | JOCジュニアオリンピックカップ2019全日本ジュニアスキー選手権大会 兼全日本小・中学生選抜スキー大会（ノルディック種目）  |
| 第38回   | 2019年 | スペシャルジャンプ                     | 女子                                   | 勢藤理桜                               | 下川商業高校                           | 北海道名寄市            | JOCジュニアオリンピックカップ2019全日本ジュニアスキー選手権大会 兼全日本小・中学生選抜スキー大会（ノルディック種目）  |
| 第38回   | 2019年 | ノルディックコンバインド               | 男子                                   | 竹花大松                               | 東海大札幌高校                         | 北海道名寄市            | JOCジュニアオリンピックカップ2019全日本ジュニアスキー選手権大会 兼全日本小・中学生選抜スキー大会（ノルディック種目）  |
| 第38回   | 2019年 | ノルディックコンバインド               | 女子                                   | 葛西春香                               | 札幌西野中学校                         | 北海道名寄市            | JOCジュニアオリンピックカップ2019全日本ジュニアスキー選手権大会 兼全日本小・中学生選抜スキー大会（ノルディック種目）  |
| 第39回   | 2020年 | 新型コロナウイルス感染拡大を考慮し中止 | 新型コロナウイルス感染拡大を考慮し中止 | 新型コロナウイルス感染拡大を考慮し中止 | 新型コロナウイルス感染拡大を考慮し中止 | 北海道名寄市            | JOCジュニアオリンピックカップ2020全日本ジュニアスキー選手権大会 兼全日本小・中学生選抜スキー大会（ノルディック種目）  |
| 第40回   | 2021年 | クロスカントリー                       | 男子                                   |                                        |                                        | 北海道名寄市            | JOCジュニアオリンピックカップ2021全日本ジュニアスキー選手権大会 兼全日本中学生選抜スキー大会（ノルディック種目）      |
| 第40回   | 2021年 | クロスカントリー                       | 女子                                   |                                        |                                        | 北海道名寄市            | JOCジュニアオリンピックカップ2021全日本ジュニアスキー選手権大会 兼全日本中学生選抜スキー大会（ノルディック種目）      |
| 第40回   | 2021年 | スペシャルジャンプ                     | 男子                                   | 坂野旭飛                               | 札幌栄南中学校                         | 北海道名寄市            | JOCジュニアオリンピックカップ2021全日本ジュニアスキー選手権大会 兼全日本中学生選抜スキー大会（ノルディック種目）      |
| 第40回   | 2021年 | スペシャルジャンプ                     | 女子                                   | 宮嶋林湖                               | 白馬高校                               | 北海道名寄市            | JOCジュニアオリンピックカップ2021全日本ジュニアスキー選手権大会 兼全日本中学生選抜スキー大会（ノルディック種目）      |
| 第40回   | 2021年 | ノルディックコンバインド               | 男子                                   | 千葉大輝                               | 札幌日大高校                           | 北海道名寄市            | JOCジュニアオリンピックカップ2021全日本ジュニアスキー選手権大会 兼全日本中学生選抜スキー大会（ノルディック種目）      |
| 第40回   | 2021年 | ノルディックコンバインド               | 女子                                   | 池田葉月                               | 赤井川中学校                           | 北海道名寄市            | JOCジュニアオリンピックカップ2021全日本ジュニアスキー選手権大会 兼全日本中学生選抜スキー大会（ノルディック種目）      |
| 第41回   | 2022年 | クロスカントリー                       | 男子                                   |                                        |                                        | 北海道名寄市            | JOCジュニアオリンピックカップ2022全日本ジュニアスキー選手権大会 兼全日本小・中学生選抜スキー大会（ノルディック種目）  |
| 第41回   | 2022年 | クロスカントリー                       | 女子                                   |                                        |                                        | 北海道名寄市            | JOCジュニアオリンピックカップ2022全日本ジュニアスキー選手権大会 兼全日本小・中学生選抜スキー大会（ノルディック種目）  |
| 第41回   | 2022年 | スペシャルジャンプ                     | 男子                                   | 山﨑叶太郎                             | 飯山高校                               | 北海道名寄市            | JOCジュニアオリンピックカップ2022全日本ジュニアスキー選手権大会 兼全日本小・中学生選抜スキー大会（ノルディック種目）  |
| 第41回   | 2022年 | スペシャルジャンプ                     | 女子                                   | 一戸くる実                             | N高校                                  | 北海道名寄市            | JOCジュニアオリンピックカップ2022全日本ジュニアスキー選手権大会 兼全日本小・中学生選抜スキー大会（ノルディック種目）  |
| 第41回   | 2022年 | ノルディックコンバインド               | 男子                                   | 千葉大輝                               | 札幌日大高校                           | 北海道名寄市            | JOCジュニアオリンピックカップ2022全日本ジュニアスキー選手権大会 兼全日本小・中学生選抜スキー大会（ノルディック種目）  |
| 第41回   | 2022年 | ノルディックコンバインド               | 女子                                   | 藤原柚香                               | 東月寒中学校                           | 北海道名寄市            | JOCジュニアオリンピックカップ2022全日本ジュニアスキー選手権大会 兼全日本小・中学生選抜スキー大会（ノルディック種目）  |
| 第42回   | 2023年 | クロスカントリー                       | 男子                                   |                                        |                                        | 北海道名寄市            | JOCジュニアオリンピックカップ2023全日本ジュニアスキー選手権大会 兼全日本中学生選抜スキー大会（ノルディック種目）      |
| 第42回   | 2023年 | クロスカントリー                       | 女子                                   |                                        |                                        | 北海道名寄市            | JOCジュニアオリンピックカップ2023全日本ジュニアスキー選手権大会 兼全日本中学生選抜スキー大会（ノルディック種目）      |
| 第42回   | 2023年 | スペシャルジャンプ                     | 男子                                   | 坂野旭飛                               | 下川商業高校                           | 北海道名寄市            | JOCジュニアオリンピックカップ2023全日本ジュニアスキー選手権大会 兼全日本中学生選抜スキー大会（ノルディック種目）      |
| 第42回   | 2023年 | スペシャルジャンプ                     | 女子                                   | 佐藤柚月                               | 札幌日大高校                           | 北海道名寄市            | JOCジュニアオリンピックカップ2023全日本ジュニアスキー選手権大会 兼全日本中学生選抜スキー大会（ノルディック種目）      |
| 第42回   | 2023年 | ノルディックコンバインド               | 男子                                   | 眞正蓮                                 | 飯山高校                               | 北海道名寄市            | JOCジュニアオリンピックカップ2023全日本ジュニアスキー選手権大会 兼全日本中学生選抜スキー大会（ノルディック種目）      |
| 第42回   | 2023年 | ノルディックコンバインド               | 女子                                   | 池田葉月                               | 札幌日大高校                           | 北海道名寄市            | JOCジュニアオリンピックカップ2023全日本ジュニアスキー選手権大会 兼全日本中学生選抜スキー大会（ノルディック種目）      |
| 第43回   | 2024年 | クロスカントリー                       | 男子                                   |                                        |                                        | 北海道名寄市            | JOCジュニアオリンピックカップ2024全日本ジュニアスキー選手権大会 兼全日本小・中学生選抜スキー大会（ノルディック種目）  |
| 第43回   | 2024年 | クロスカントリー                       | 女子                                   |                                        |                                        | 北海道名寄市            | JOCジュニアオリンピックカップ2024全日本ジュニアスキー選手権大会 兼全日本小・中学生選抜スキー大会（ノルディック種目）  |
| 第43回   | 2024年 | スペシャルジャンプ                     | 男子                                   | 杉山律太                               | 下川商業高校                           | 北海道名寄市            | JOCジュニアオリンピックカップ2024全日本ジュニアスキー選手権大会 兼全日本小・中学生選抜スキー大会（ノルディック種目）  |
| 第43回   | 2024年 | スペシャルジャンプ                     | 女子                                   | 佐藤柚月                               | 札幌日大高校                           | 北海道名寄市            | JOCジュニアオリンピックカップ2024全日本ジュニアスキー選手権大会 兼全日本小・中学生選抜スキー大会（ノルディック種目）  |
| 第43回   | 2024年 | ノルディックコンバインド               | 男子                                   | 森恢晟                                 | 東海大札幌高校                         | 北海道名寄市            | JOCジュニアオリンピックカップ2024全日本ジュニアスキー選手権大会 兼全日本小・中学生選抜スキー大会（ノルディック種目）  |
| 第43回   | 2024年 | ノルディックコンバインド               | 女子                                   | 池田葉月                               | 札幌日大高校                           | 北海道名寄市            | JOCジュニアオリンピックカップ2024全日本ジュニアスキー選手権大会 兼全日本小・中学生選抜スキー大会（ノルディック種目）  |